# Saint-Étienne-sur-Suippe
Saint-Étienne-sur-Suippe é uma comuna francesa na região administrativa do Grande Leste, no departamento de Marne. Estende-se por uma área de 7.74 km², e possui 324 habitantes, segundo o censo de 2018, com uma densidade de 42 hab/km².